# Синдром немирних ногу
Синдром немирних ногу или Вилис-Екбомова болест је скуп неуролошких симптома који се карактеришу нелагодношћу у ногама током мировања. Синдром прати константно померање ногу, свраб, пуцкетање и језа у кожи, претежно у вечерњим сатима и ноћу, што има за последицу поремећај нормаланог процеса спавања, и или лежања у мирном стању.

## Епидемиологија
Иако се најчешће јавља код особа старијих од 40 година, са учесталошћу од 2-10%, синдром је присутан у свим старосним групама. 
У око 15% случајева болест немирних ногу изазива хроничну несаницу.
Код жена, болест се чешћа јавља него код мушкараца, што се објашњава чињеницом да је код мушкараца нервни систем стабилнији (јачи).

## Етиологија

### Фактори ризика
Синдром немирних ногу се може развити у било ком узрасту, чак и током детињства. Поремећај је чешћи са старењем и чешћи је код жена него код мушкараца.
Синдром немирних ногу обично није повезан са озбиљним медицинским проблемом, међутим, понекад може да прати нека стања, као што су наведена у доњој табели:
| Поремећај               | Опис |
| ----------------------- | --- |
| Периферна неуропатија   | Ово оштећење нерава у рукама и стопалима понекад је последица хроничних болести као што су шећерна болест и алкохолизам. |
| Недостатак гвожђа       | Чак и без анемије, недостатак гвожђа може изазвати или погоршати болест. Код болесника са историјом крварења из желуца или црева, или код болесница са тешким менструалним периоде, или неправилном дијетом у крви се може јавити недостатак гвожђа. |
| Инсуфицијенција бубрега | Ако постоји отказ функције бубрега, може се јавити и недостатак гвожђа, са пратећом анемијом. Када бубрези не функционишу правилно, залихе гвожђа у крви се могу смањити. Ова и друге промене у хемији тела могу изазвати или погоршати болест.      |
| Болести кичмене мождине | Лезије кичмене мождине су често повезане са овом болешћу Након анестезије кичмене мождине, као што је кичмени блок, повећава ризик од развоја синдрома немирних ногу.                                                                                |

## Клиничка слика
Главни симптом болести је нагон за покретањем доњих екстремитета. Пацијенти обично описују симптоме као абнормалне, неугодне сензације у ногама или стопалима, које се обично дешавају на оба удав истовремено, а јако ретко на рукама.
Понекад је пацијенту тешко да објасни сензације, које не описују као грч у мишићима или обамрлост, већ најшешће као жељу и потребу за покретањем ногу.
Уобичајено је да сидорм болести варира у тежини и карактеристикама симптома, не само код одређених пацијената већ и код истог пацијента. 
Понекад симптоми привремено нестају у одређеним временским периодима, а затим се поново враћају.
Заједничке пратеће карактеристике клиничке слике
| Симптом                              | Карактеристике |
| ------------------------------------ | --- |
| Сензације које почињу након одмора   | Осећајш обично почиње након лежања или након дужег седења, нпр. у аутомобилу, авиону или биоскопу.                                                            |
| Промене изазване покретом            | Након лаганог покретата или ходања смањује се осећај истезања и осећај трзања у ногама.                                                                       |
| Погоршање симптома у вечерњим сатима | Симптоми се јављају углавном ноћу, и погоршавају током сна.                                                                                                   |
| Ноћни трзаји ногу                    | Могу бити повезани са другим, чешћим стањем које се назива периодично кретање удова током спавања, што узрокује трзаје и шутирање ногом, најшешће током ноћи. |

## Компликације
Иако синдром немирних ногу не доводи до других озбиљних стања, симптоми могу бити у распону од једва досадних до онеспособљавајућих. 
Многи болесници са овом болешћу тешко је подносе пре свега због нарушеног тока спавања.
Озбиљни облици болести могу проузроковати значајно оштећење квалитета живота и могу довести до депресије. Док стална несаница може довести до прекомерне дневне поспаности, која може ометати и процес дремања.